# NGC 1107
NGC 1107 ist eine linsenförmige Galaxie vom Hubble-Typ S0 im Sternbild Walfisch südlich des Ekliptik. Sie ist schätzungsweise 149 Millionen Lichtjahre von der Milchstraße entfernt und hat einen Durchmesser von etwa 80.000 Lj.
Das Objekt wurde am 2. September 1864 von dem Astronomen Albert Marth entdeckt.